# Aeroportul Valle
Aeroportul Valle (IATA: VLE, FAA LID: 40G) este un aeroport din Arizona, Statele Unite ale Americii ce deservește zona Valle. A fost numit după zona deservită.
Situat la o altitudine de 1.828 m, aeroportul dispune de 1 pistă.

## Infrastructură

### Piste
Aeroportul dispune de o singură pistă. Pista 1/19 are suprafața de asfalt și dimensiunile 4.199 picioare × 45 picioare. 